# 🚀
🚀 is een teken uit de Unicode-karakterset dat een raket voorstelt. Deze emoji is in 2010 geïntroduceerd met de Unicode 6.0-standaard, als onderdeel van het Unicode blok transport en kaartsymbolen.

## Betekenis

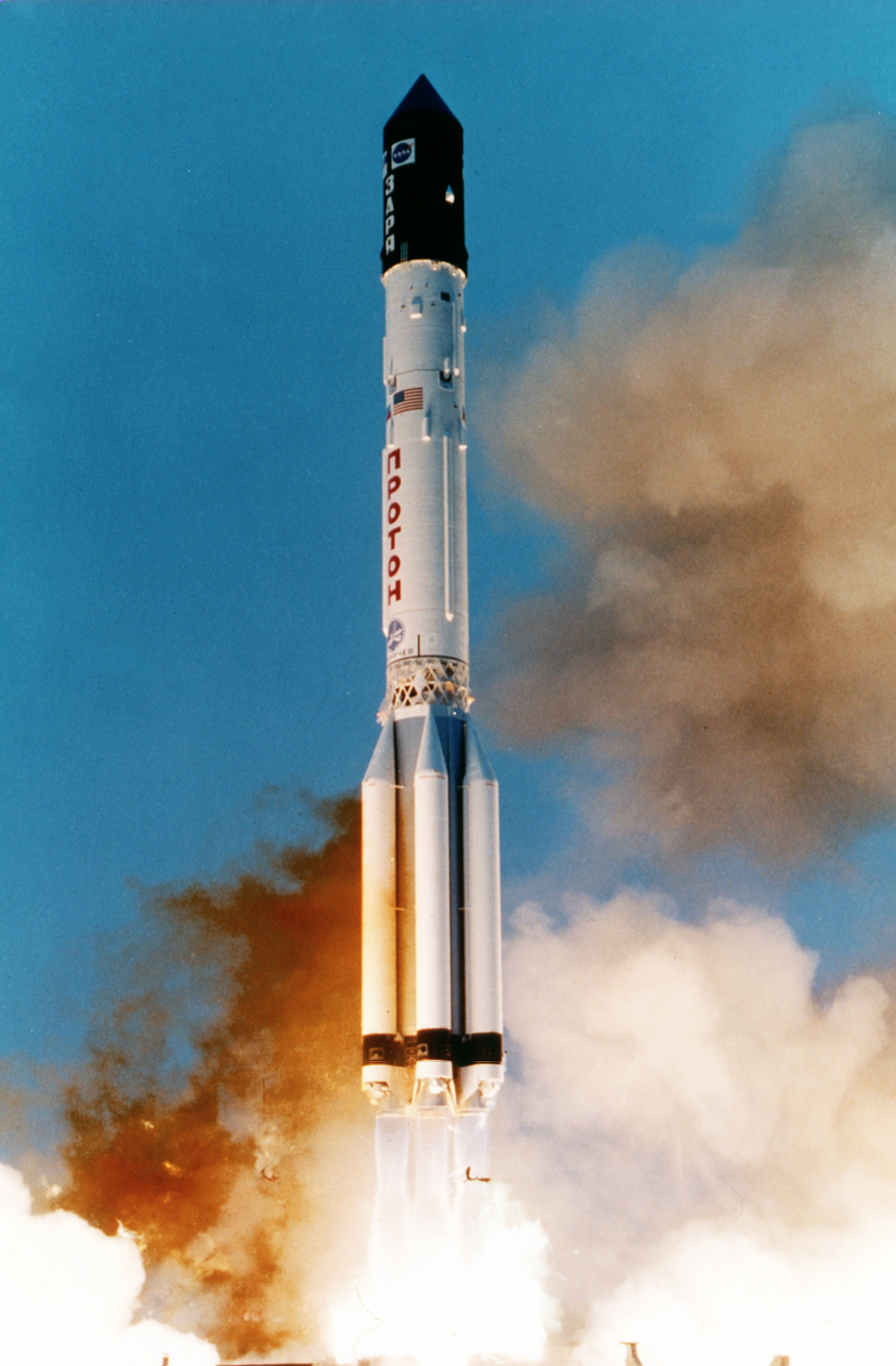
Een Protonraket wordt gelanceerd op Kosmodroom Bajkonoer

Deze emoji geeft een raket weer. Deze emoji wordt ook wel gebruikt in contexten van dingen die snel stijgen zoals bedrijfsresultaten of verkoopcijfers.

## Codering

De Twemoji-implementatie

### Unicode
In Unicode vindt men 🚀 onder het codepunt U+1F680  (hex).

### HTML
In HTML kan men in hex de volgende code gebruiken: &#x1F680;.

### Shortcode
In software die shortcode ondersteunt zoals Slack en GitHub kan het karakter worden opgeroepen met de code :rocket:.

### Unicode-annotatie
De Unicode-annotatie voor toepassingen in het Nederlands (bijvoorbeeld een Nederlandstalig smartphonetoetsenbord) is raket. De emoji is ook te vinden met het sleutelwoord ruimte en voertuig. In Afrikaanstalige toepassingen kent men ook het sleutelwoord vuurpyl.